# بيركهولدرية ترابية
بيركهولدرية ترابية (الاسم العلمي: Burkholderia soli) هي نوع من البكتيريا، سلبية الغرام، تتبع جنس البيركهولدرية.